# 山瀬幸宏
山瀬 幸宏（やませ ゆきひろ、1984年4月22日 - ）は、北海道札幌市出身の元プロサッカー選手、サッカー指導者。現役時代のポジションはミッドフィールダー。
実兄の山瀬功治もプロサッカー選手（レノファ山口FC所属）。父はサラエボ冬季五輪にバイアスロンで出場した山瀬功。

## 来歴
札幌SSS、札幌SSSジュニアユースに所属していた。同期生に矢野哲也がいた。
その後横浜F・マリノスユースを経て、2003年から横浜F・マリノスに入団。2007年はリーグ戦第4節からスタメンに定着。第7節の大分戦では、前半11分に自らの23歳の誕生日を祝うプロ入り初ゴール。さらに後半43分には幸宏のアシストで兄もゴールを決め、Jリーグ史上2組目となる同一試合兄弟アベック弾というおまけがついた。続く第8節の新潟戦、第19節の横浜FC戦でも兄弟アベック弾を達成した。なお、これらの試合ではそれぞれ5, 6, 8得点とチームも大量得点を挙げて勝利している。
2008年シーズンは主に右サイドで起用されたが、逆足（右足）でのプレーが不得手なため、精彩を欠くプレーが多かった。
2009年シーズン途中よりサガン鳥栖に期限付き移籍。主にフォワードとして起用された。
2010年1月8日、サガン鳥栖への完全移籍が発表された。
2011年契約満了により退団。カターレ富山に完全移籍した。
2013年シーズン終了後、契約満了により退団。
2014年、FC大阪へ移籍 し、同年12月に契約満了し退団。
2015年1月に引退し、同年より古巣のSSSスポーツクラブのコーチに就任した。

## 人物
- 愛称の「Y氏」はキックオフ!!F・マリノスの番組中に、寮の部屋のレポーター役をしていた尾本敬に「某Y氏」と呼ばれたことに端を発し、司会（当時）の水沼貴史がそう呼ぶようになったのが由来である。また、知人からは「ユッキ君」とも呼ばれている[7]。
- コンサドーレ札幌のユースへの入団を考えていたが、その札幌のトップチームに入団が既に決まっていた兄から横浜のユースを勧められて、進路を決めたという。
- 2005年のACLでは、兄・功治がリーグで使用している背番号10で出場した。これは、ACLでは背番号がレギュレーションで30以下に制限されており（そのため背番号35の河合竜二も20で出場した）、兄が怪我のため選手登録されていなかったためである。
- 整理整頓が出来ず、部屋が汚いことがテレビなどで暴露されている。そのためか、趣味は漫画喫茶に出かける事。「あそこ（漫画喫茶）には全てがある」と、チームメイト（横浜FM所属時）の小宮山尊信を引き込んだこともある。
- Jリーグ初出場となった2005年5月8日のサンフレッチェ広島戦では兄弟揃ってボランチとして出場し、チームは久々の勝利を挙げた。

## 所属クラブ
ユース経歴
- 札幌SSSジュニア
- 札幌SSSジュニアユース
- 横浜F・マリノスユース

プロ経歴
- 2003年 - 2009年5月 横浜F・マリノス
  - 2009年5月 - 12月 サガン鳥栖 (期限付き移籍)
- 2010年 - 2011年 サガン鳥栖
- 2012年 - 2013年 カターレ富山
- 2014年 FC大阪

## 個人成績
| 国内大会個人成績 | 国内大会個人成績 | 国内大会個人成績 | 国内大会個人成績 | 国内大会個人成績 | 国内大会個人成績 | 国内大会個人成績 | 国内大会個人成績 | 国内大会個人成績 | 国内大会個人成績 | 国内大会個人成績 | 国内大会個人成績 |
| 年度             | クラブ           | 背番号           | リーグ           | リーグ戦         | リーグ戦         | リーグ杯         | リーグ杯         | オープン杯       | オープン杯       | 期間通算         | 期間通算         |
| 年度             | クラブ           | 背番号           | リーグ           | 出場             | 得点             | 出場             | 得点             | 出場             | 得点             | 出場             | 得点             |
| 日本             | 日本             | 日本             | 日本             | リーグ戦         | リーグ戦         | リーグ杯         | リーグ杯         | 天皇杯           | 天皇杯           | 期間通算         | 期間通算         |
| ---------------- | ---------------- | ---------------- | ---------------- | ---------------- | ---------------- | ---------------- | ---------------- | ---------------- | ---------------- | ---------------- | ---------------- |
| 2003             | 横浜FM           | 32               | J1               | 0                | 0                | 0                | 0                | 0                | 0                | 0                | 0                |
| 2004             | 横浜FM           | 32               | J1               | 0                | 0                | 0                | 0                | 0                | 0                | 0                | 0                |
| 2005             | 横浜FM           | 32               | J1               | 1                | 0                | 0                | 0                | 0                | 0                | 1                | 0                |
| 2006             | 横浜FM           | 32               | J1               | 6                | 0                | 0                | 0                | 1                | 0                | 7                | 0                |
| 2007             | 横浜FM           | 32               | J1               | 30               | 4                | 8                | 1                | 1                | 0                | 39               | 5                |
| 2008             | 横浜FM           | 16               | J1               | 9                | 0                | 4                | 1                | 0                | 0                | 13               | 1                |
| 2009             | 横浜FM           | 16               | J1               | 0                | 0                | 0                | 0                | -                | -                | 0                | 0                |
| 2009             | 鳥栖             | 34               | J2               | 24               | 2                | -                | -                | 3                | 2                | 27               | 4                |
| 2010             | 鳥栖             | 7                | J2               | 21               | 2                | -                | -                | 2                | 2                | 23               | 4                |
| 2011             | 鳥栖             | 7                | J2               | 7                | 0                | -                | -                | 1                | 1                | 8                | 1                |
| 2012             | 富山             | 14               | J2               | 8                | 0                | -                | -                | 0                | 0                | 8                | 0                |
| 2013             | 富山             | 14               | J2               | 3                | 0                | -                | -                | 0                | 0                | 3                | 0                |
| 2014             | FC大阪           | 28               | 関西1部          | 4                | 0                | -                | -                | 1                | 0                | 5                | 0                |
| 通算             | 日本             | 日本             | J1               | 46               | 4                | 12               | 2                | 2                | 0                | 60               | 6                |
| 通算             | 日本             | 日本             | J2               | 63               | 4                | -                | -                | 6                | 5                | 69               | 9                |
| 通算             | 日本             | 日本             | 関西1部          | 4                | 0                | -                | -                | 1                | 0                | 5                | 0                |
| 総通算           | 総通算           | 総通算           | 総通算           | 113              | 8                | 12               | 2                | 9                | 5                | 134              | 15               |

| 国際大会個人成績 | 国際大会個人成績 | 国際大会個人成績 | 国際大会個人成績 | 国際大会個人成績 |
| 年度             | クラブ           | 背番号           | 出場             | 得点             |
| AFC              | AFC              | AFC              | ACL              | ACL              |
| ---------------- | ---------------- | ---------------- | ---------------- | ---------------- |
| 2004             | 横浜FM           | 32               | 1                | 0                |
| 2005             | 横浜FM           | 10               | 1                | 0                |
| 通算             | AFC              | AFC              | 2                | 0                |

- 2004年2月24日 - プロ初出場（ACL） - ペルシク・ケディリ（ インドネシア）戦 (三ツ沢球技場)
- 2007年4月22日 - プロ初得点（Jリーグ） - 大分トリニータ戦 (日産スタジアム)